# ماشه مرده ۲
 مرده متحرک ۲ (انگلیسی: Dead Trigger 2) یک بازی ویدئویی تیراندازی سوم شخص تک‌نفره برای سکو‌های آی‌اواس، اندروید و فیسبوک می‌باشد که توسط مدفینگر گیمز توسعه و نشر پیدا کرده است.
این بازی در واقع ادامهٔ بازی مرده متحرک (۲۰۱۲) می‌باشد.